# Mohamed Zulficar
Mohamed Zulficar Al-Kashif (ar. محمد ذو الفقار الكاشف, ur. 4 września 1918, zm. ?) – egipski szermierz, wielokrotny medalista mistrzostw świata.
Podczas mistrzostw świata w Lizbonie w 1947 roku Egipcjanie w składzie: Salah Dessouki, Mohamed Abdel Rahman, Mahmoud Younes i Mohamed Zulficar zajęli trzecie miejsce w szabli drużynowej. Na rozgrywanych dwa lata później mistrzostwach świata w Kairze zdobywał brązowe medale w szabli drużynowej oraz florecie drużynowym. Następnie zdobył drużynowo brązowe medale we florecie i szabli na mistrzostwach świata w Monte Carlo w 1950 roku. Ostatni medal wywalczył na mistrzostwach świata w Sztokholmie rok później, gdzie razem z kolegami z reprezentacji zajął trzecie miejsce we florecie drużynowym.
Wystąpił na igrzyskach olimpijskich w Londynie w 1948 roku, gdzie był piąty we florecie drużynowym. Ponadto w szabli indywidualnej i drużynowej odpadł w ćwierćfinałach. Na rozgrywanych cztery lata później igrzyskach olimpijskich w Helsinkach zajął czwarte miejsce we florecie drużynowym, a w szabli drużynowej Egipcjanie dotarli do ćwierćfinałów.